# Assembled
Assembled – amerykański serial dokumentalny przedstawiający kulisy powstawania seriali oryginalnych Disney+ i filmów kinowych produkcji Marvel Studios, należących do franczyzy Filmowego Uniwersum Marvela.
Serial zadebiutował w serwisie Disney+ 12 marca 2021 roku.

## Lista odcinków
| Nr                                                                | Tytuł                                                     | Premiera (Disney+)   |
| ----------------------------------------------------------------- | --------------------------------------------------------- | -------------------- |
| 1                                                                 | The Making of WandaVision                                 | 12 marca 2021        |
| Kulisy powstania serialu WandaVision.                             |                                                           |                      |
| 2                                                                 | The Making of The Falcon and the Winter Soldier           | 30 kwietnia 2021     |
| Kulisy powstania serialu Falcon i Zimowy Żołnierz.                |                                                           |                      |
| 3                                                                 | The Making of Loki                                        | 21 lipca 2021        |
| Kulisy powstania pierwszego sezonu serialu Loki.                  |                                                           |                      |
| 4                                                                 | The Making of Black Widow                                 | 20 października 2021 |
| Kulisy powstania filmu Czarna Wdowa.                              |                                                           |                      |
| 5                                                                 | The Making of What if...?                                 | 27 października 2021 |
| Kulisy powstania pierwszego sezonu serialu A gdyby…?.             |                                                           |                      |
| 6                                                                 | The Making of Shang-Chi and the Legend of the Ten Rings   | 12 listopada 2021    |
| Kulisy powstania filmu Shang-Chi i legenda dziesięciu pierścieni. |                                                           |                      |
| 7                                                                 | The Making of Hawkeye                                     | 9 lutego 2022        |
| Kulisy powstania serialu Hawkeye.                                 |                                                           |                      |
| 8                                                                 | The Making of Eternals                                    | 16 lutego 2022       |
| Kulisy powstania filmu Eternals.                                  |                                                           |                      |
| 9                                                                 | The Making of Moon Knight                                 | 25 maja 2022         |
| Kulisy powstania serialu Moon Knight.                             |                                                           |                      |
| 10                                                                | The Making of Doctor Strange in the Multiverse of Madness | 8 lipca 2022         |
| Kulisy powstania filmu Doktor Strange w multiwersum obłędu.       |                                                           |                      |
| 11                                                                | The Making of Ms. Marvel                                  | 3 sierpnia 2022      |
| Kulisy powstania serialu Ms. Marvel.                              |                                                           |                      |
| 12                                                                | The Making of Thor: Love and Thunder                      | 8 września 2022      |
| Kulisy powstania filmu Thor: Miłość i grom.                       |                                                           |                      |
| 13                                                                | The Making of She-Hulk: Attorney at Law                   | 3 listopada 2022     |
| Kulisy powstania serialu Mecenas She-Hulk.                        |                                                           |                      |
| 14                                                                | The Making of Black Panther: Wakanda Forever              | 8 lutego 2023        |
| Kulisy powstania filmu Czarna Pantera: Wakanda w moim sercu.      |                                                           |                      |
| 15                                                                | The Making of Ant-Man and the Wasp: Quantumania           | 19 lipca 2023        |
| Kulisy powstania filmu Ant-Man i Osa: Kwantomania.                |                                                           |                      |
| 16                                                                | The Making of Guardians of the Galaxy Vol. 3              | 13 września 2023     |
| Kulisy powstania filmu Strażnicy Galaktyki vol. 3.                |                                                           |                      |
| 17                                                                | The Making of Secret Invasion                             | 20 września 2023     |
| Kulisy powstania serialu Tajna inwazja.                           |                                                           |                      |
| 18                                                                | The Making of Loki Season 2                               | 22 listopada 2023    |
| Kulisy powstania drugiego sezonu serialu Loki.                    |                                                           |                      |
| 19                                                                | The Making of Echo                                        | 31 stycznia 2024     |
| Kulisy powstania serialu Echo.                                    |                                                           |                      |
| 20                                                                | The Making of The Marvels                                 | 7 lutego 2024        |
| Kulisy powstania filmu Marvels.                                   |                                                           |                      |

## Produkcja
16 lutego 2021 roku został zapowiedziany serial dokumentalny, Assembled, przedstawiający kulisy powstawania seriali oryginalnych Disney+ i filmów kinowych wytwórni Marvel Studios. Zapowiedziane zostały odcinki poświęcone serialom: WandaVision, Falcon i Zimowy Żołnierz, Loki i Hawkeye oraz filmu Czarna Wdowa. Jego producentem wykonawczym ma być Kevin Feige.

## Wydanie
Assembled zadebiutował w serwisie Disney+ 12 marca 2021 roku.